# 독일 표현주의
독일 표현주의는 제1차 세계 대전 이후 1920년대 베를린에서 절정에 이르렀던 여러 가지 연결된 창작적 운동이다. 넓게 보면 북유럽과 중부유럽에서 일어난 표현주의 운동의 일부로 볼 수있다.

## 영화
최초의 표현주의 영화로는 칼리가리 박사의 밀실, 노스페라투: 공포의 교향곡 등이 있다.
1916년 정부는 외국 영화를 금지시켰고, 극장의 수요가 영화 제작을 자극하여 1년에 25편 만들어지던 것이 130편으로 늘어났다. 국내에서 뿐만 아니라 1922년이 되어서는 독일 영화에 대한 국제적인 관심도 높아졌다. 1916년의 금지령이 없어지자 독일은 국제적 영화 산업의 일부가 되었다.
1920년대 유럽의 여러 가지 문화들은 새로운 아이디어와 스타일을 실험하며 변화를 시도하였다. 자금이 부족했던 최초의 표현주의 영화들은 비현실적이고 기하학적으로 이상한 배경을 사용하였고, 소품과 조명은 벽과 바닥에 그리는 방식으로 표현했다. 내용은 광기, 배신 및 액션/로맨스 영화에 비교하여 지적인 주제들을 다뤘다. 후기 표현주의 영화로는 프리츠 랑의 메트로폴리스와 M (1931년 영화)가 있다. 이러한 경향은 현실주의에 대한 직접적인 반응이었다. 외면보다는 내면의 현실을 표현하기 위하여 극단적인 왜곡을 사용하였다.
표현주의의 극단적인 비현실주의는 오래가지 않았지만, 표현주의의 주제는 1920년대와 1930년대의 영화에 흡수되었다. 나중에 여러 독일 영화인들이 미국으로 이민하여 성공적인 헐리우드 영화를 만들어냈다.
특히 호러 영화와 느와르 영화는 독일 표현주의의 영향을 특히 많이 받은 장르이다. 많은 비평가들은 표현주의 시대 영화와 건축 사이의 직접적인 연관성을 지적한다. 표현주의 영화의 세트와 배경에는 뾰족한 각이 있거나, 매우 높거나, 사람이 많은 환경이 자주 나온다.